# ジュリー・デルピー
ジュリー・デルピー（Julie Delpy、1969年12月21日 - ）は、フランス・パリ出身の女優、映画監督、脚本家。

## プロフィール
1969年12月21日、フランス・パリに生まれる。父はアルベール・デルピー、母はマリー・ピレ、両親共に俳優で、5歳から父の劇団の舞台に立つ。78年両親が出演したオムニバス映画「Guerres civiles en France」の一編にJulie Pillet名義で出演し、映画デビューする。1982年も両親が出演した短編「Niveau moins trois」に出演した。
1985年、ジャン＝リュック・ゴダールの眼鏡に適い、『ゴダールの探偵』の笛を吹く少女役を演じて印象を残す。続いてレオス・カラックスの『汚れた血』に出演し、この好演によりセザール賞の有望若手女優賞にノミネート。ジャン＝ピエール・リモザンの『天使の接吻』で主演デビューを果たし、続くベルトラン・タヴェルニエの『パッション・ベアトリス』で再びセザール賞同賞候補になる。
しかし、フランス映画界のいざこざや内紛に嫌気が差し、1990年よりアメリカに住み、ニューヨーク大学で映画作りを学ぶ。2001年にアメリカの市民権を取得。2002年に映画『Looking for Jimmy』を監督。2003年には歌手としてアルバムCD「Julie Delpy」も発表した。　
2004年には、ベルリン国際映画祭などで高い評価を得た『恋人までの距離』の9年ぶりの続編『ビフォア・サンセット』に出演。主演のみならず監督のリチャード・リンクレイター、共演のイーサン・ホークと共に脚本を執筆、アカデミー脚色賞にもノミネートされ、作中で自作の曲を演奏するなど多彩な才能を披露した。2013年にはさらにその続編の『ビフォア・ミッドナイト』が公開された。同作でも脚本を手がけ、ロサンゼルス映画批評家協会賞脚本賞や全米映画批評家協会賞脚本賞など多数の脚本賞を受賞し、前作同様アカデミー脚色賞にノミネートされた。
『汚れた血』（1986年）のレオス・カラックス監督（映像への拘りのあまり俳優の扱い方が厳しいことで知られる）との相性について、「彼とは喧嘩が絶えず相性は最悪だった」と彼女自身公言している。そしてその翌年『ゴダールのリア王』（1987年）で、ジャン＝リュック・ゴダール監督は彼らの相性の悪さを知りながらカラックスを俳優として起用しデルピーと共演させている。デルピーのゴダール作品への出演は映画デビュー作『ゴダールの探偵』以来この時が2度目で、直後の大作『ゴダールの映画史』（1988年 - 1989年）にも続けて出演している。デルピーはゴダールについては「とても気が合った」と述懐している。
プライベートではドイツ出身の音楽家マルク・ストライテンフェルトと交際し、2009年に息子レオが生まれている
。

## 主な出演作品
| 公開年 | 邦題 原題                                                       | 役名                               | 備考                                                    |
| ------ | --------------------------------------------------------------- | ---------------------------------- | ------------------------------------------------------- |
| 1985   | ゴダールの探偵 Détective                                        | 笛を吹く少女                       |                                                         |
| 1986   | 汚れた血 Mauvais Sang                                           | リーズ                             | セザール賞有望若手女優賞候補                            |
| 1987   | パッション・ベアトリス La Passion Béatrice                      | ベアトリス                         | セザール賞有望若手女優賞候補                            |
| 1987   | ゴダールのリア王 King Lear                                      | ヴァージニア                       | クレジットなし                                          |
| 1988   | 天使の接吻 L'Autre nuit                                         | マリー                             |                                                         |
| 1990   | 僕を愛したふたつの国/ヨーロッパ ヨーロッパ Europa Europa        | レニ                               |                                                         |
| 1991   | ボイジャー Voyager                                              | サベス                             |                                                         |
| 1992   | 「彼女」の存在 Warszawa année 5703                              | フリーダ                           |                                                         |
| 1993   | グローリー・デイズ/夢見る頃はいつも Younger and Younger         | メロディー                         |                                                         |
| 1993   | キリング・ゾーイ Killing Zoe                                    | ゾーイ                             |                                                         |
| 1993   | 三銃士 The Three Musketeers                                     | コンスタンス                       |                                                         |
| 1994   | トリコロール/白の愛 Trois couleurs: Blanc                       | ドミニク                           |                                                         |
| 1994   | トリコロール/赤の愛 Trois couleurs: Rouge                       | ドミニク                           |                                                         |
| 1995   | 恋人までの距離 Before Sunrise                                   | セリーヌ                           |                                                         |
| 1996   | ティコ・ムーン Tykho Moon                                       | レナ                               |                                                         |
| 1997   | トランス/TRANS Les mille merveilles de l'univers                | エヴァ                             |                                                         |
| 1997   | ファングルフ/月と心臓 An American Werewolf in Paris             | セラフィーヌ                       |                                                         |
| 1998   | 愛のトリートメント The Treat                                    | フランチェスカ                     |                                                         |
| 1998   | GO!GO!L.A. L.A. Without a Map                                   | ジュリー                           |                                                         |
| 1998   | ゴダールの映画史 Histoire(s) du cinéma                          |                                    |                                                         |
| 1998   | Crime and Punishment                                            | Sonia Marmeladova                  | テレビドラマ                                            |
| 1999   | Go!Go!チアーズ But I'm a Cheerleader                            | ガールズバーで出会うレズビアン     |                                                         |
| 2001   | ウェイキング・ライフ Waking Life                                | セリーヌ                           | アニメーション：声の出演                                |
| 2001   | ER緊急救命室 ER                                                 | ニコール                           | テレビシリーズ、第8シリーズの7エピソードに出演          |
| 2002   | セックス調査団 Investigating Sex                                | クロエ                             |                                                         |
| 2002   | Villa Des Roses                                                 | Louise Creteur                     |                                                         |
| 2004   | ビフォア・サンセット Before Sunset                              | セリーヌ                           | 脚本・出演 アカデミー賞脚色賞候補                       |
| 2004   | フランケンシュタイン Frankenstein                               | キャロライン・フランケンシュタイン | テレビ・ミニシリーズ                                    |
| 2005   | ブロークン・フラワーズ Broken Flowers                           | シェリー                           |                                                         |
| 2006   | ザ・レジェンド・オブ・ルーシー・キーズ The Legend of Lucy Keyes | ジャンヌ                           |                                                         |
| 2006   | ザ・ホークス ハワード・ヒューズを売った男 The Hoax              | ニーナ・ヴァン・パラント           |                                                         |
| 2007   | 狼たちの報酬 The Air I Breathe                                  | ジーナ                             |                                                         |
| 2007   | パリ、恋人たちの2日間 2 days in Paris                           | マリオン                           | 監督・脚本・製作・編集・音楽・主演 セザール賞脚本賞候補 |
| 2009   | 血の伯爵夫人 The Countess                                       | エリザベート・バートリ             | 監督・脚本・製作・音楽・主演                            |
| 2011   | スカイラブ LE SKYLAB                                            | アンナ                             | 監督・脚本・出演                                        |
| 2012   | ニューヨーク、恋人たちの2日間 2 Days in New York                | マリオン                           | 監督・脚本・製作・音楽・主演                            |
| 2013   | ビフォア・ミッドナイト Before Midnight                          | セリーヌ                           | 主演・脚本 アカデミー賞脚色賞候補                       |
| 2015   | アベンジャーズ/エイジ・オブ・ウルトロン Avengers: Age of Ultron | マダム・B                          |                                                         |
| 2015   | Lolo                                                            | Violette                           | 監督・脚本・出演                                        |
| 2016   | トッド・ソロンズの子犬物語 Wiener-Dog                           | ディーナ                           | トッド・ソロンズ監督作                                  |
| 2017   | The Bachelors                                                   | Carine                             |                                                         |
| 2019   | My Zoe                                                          | Isabelle                           | 監督・脚本・出演                                        |
| 2021   | On the Verge                                                    | Justine                            | Also creator, executive producer, writer, and director  |

## 参照
1. ↑  “IMDB Julie Delpy”. 2011年10月30日閲覧。
2. ↑  “Julie Delpy Biography”. The New York Times. 2011年10月30日閲覧。
3. ↑  “イーサン・ホーク＆ジュリー・デルピー「ビフォア・ミッドナイト」が撮了”. 映画.com. (2012年9月9日) 2012年11月7日閲覧。
4. ↑  “Interview: Julie Delpy”. 2009年7月16日閲覧。
5. ↑  “Julie Delpy: 'I Love Everything About Motherhood”. 2009年7月16日閲覧。
6. ↑  https://www.imdb.com/title/tt5540990/ On the Verge